# Modern Times (Fernsehserie)
Modern Times war ein wöchentliches Fernsehmagazin des ORF zu den Themen Technologie, Wissenschaft und Gesundheit. Innovationen und Entdeckungen wurden den Fernsehzuschauern vorgestellt und anschaulich präsentiert.

## Geschichte
Die Sendung wurde von Beginn an vom damaligen ORF-Mitarbeiter und späteren SPÖ-Politiker Josef Broukal moderiert. Dabei wechselten sich später wöchentlich zwei Arten von Modern Times ab:
- Modern Times: Das Wissenschaftsmagazin
- Modern Times Gesundheit: Das Gesundheitsmagazin

Im Jänner 2006 wurde das Format zugunsten der neuen ORF-Wissenschaftssendung Newton – Neues aus der Welt der Wissenschaft eingestellt.

## Anerkennungen
- 2003 Hans-Kronberger-Umweltjournalistenpreis